# Stegania dilectaria
Stegania dilectaria är en fjärilsart som beskrevs av Jacob Hübner 1790. Stegania dilectaria ingår i släktet Stegania och familjen mätare. Inga underarter finns listade i Catalogue of Life.